# Ornithogalum geniculatum
Ornithogalum geniculatum ist eine Pflanzenart der Gattung Ornithogalum in der Familie der Spargelgewächse (Asparagaceae). Das Artepitheton geniculatum stammt aus dem Lateinischen, bedeutet ‚mit einem Knie‘ und verweist auf den knieartig gebogenen Blütenstand.

## Beschreibung
Ornithogalum geniculatum ist ein zwergiger, einzeln wachsender Geophyt. Seine kugelförmig-eiförmigen Zwiebeln weisen einen Durchmesser von bis zu 1 Zentimeter auf und sind ebenso hoch. Die weißen Zwiebelschuppen sind fleischig. Äußere Schuppen sind trocken. Die variablen, sukkulenten Laubblätter erscheinen mit den Blüten. Die Blattspreite der länglichen, unteren Blätter ist 4 bis 5 Zentimeter lang und 2 Zentimeter breit. Die oberen Blätter sind basal röhrig und stängelumfassend, 3 Zentimeter lang und 0,3 Zentimeter breit.
Der rispige, bis zu fünfblütige Blütenstand erreicht eine Länge von bis zu 15 Zentimeter. Der sehnige Blütenschaft ist an der Basis knieartig gebogen. Die Brakteen sind linealisch-zugespitzt. Die Blüten stehen an 1 Zentimeter langen Blütenstielen. Die weißen, linealisch-elliptischen Perigonblätter sind 10 Millimeter lang und 3 Millimeter breit. Die Staubblätter sind 5 Millimeter lang. Äußere Staubfäden sind fadenförmig, innere eiförmig. Der Fruchtknoten ist eiförmig, der Griffel aufrecht und die Narbe kopfig. Die Blütezeit ist der Frühling.
Die durchscheinenden, länglich-eiförmigen Früchte sind 10 Millimeter lang und 10 Millimeter breit. Sie enthalten flache, schwarze Samen mit einem Durchmesser von 1 Millimeter.

## Systematik und Verbreitung
Ornithogalum geniculatum ist in Namibia im Süden der Wüste Namib sowie in der südafrikanischen Provinz Nordkap in der Sukkulenten-Karoo verbreitet.
Die Erstbeschreibung durch Anna Amelia Obermeyer wurde 1978 veröffentlicht.
Ein Synonym ist Eliokarmos geniculatus (Oberm.) Mart.-Azorín, M.B.Crespo & Juan (2011).

## Nachweise